# Stříbrnické paseky

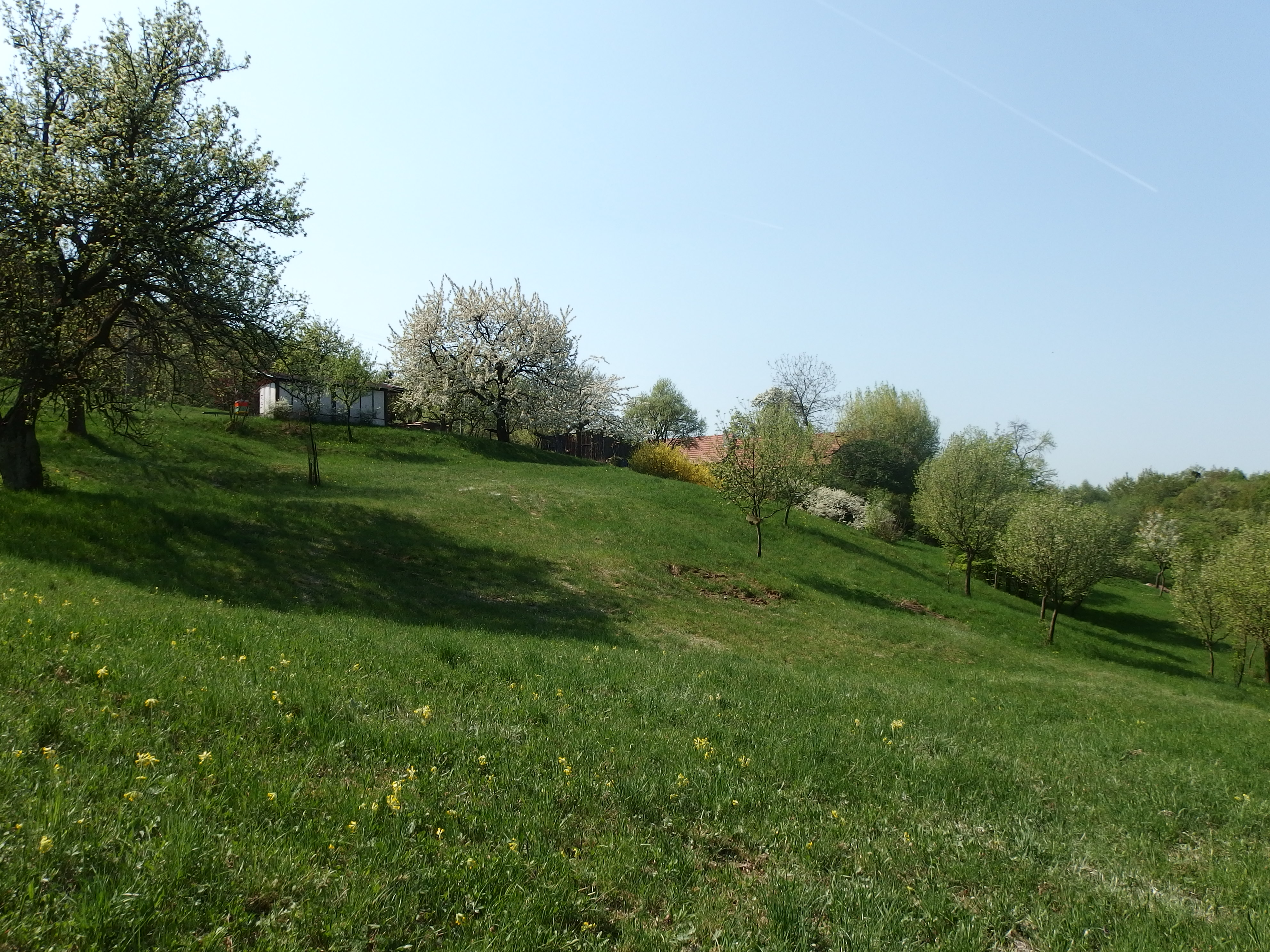
Jaro na Stříbrnických pasekách

Stříbrnické paseky jsou přírodní lokalita v okrese Uherské Hradiště v katastrech obcí Stříbrnice, Buchlovice a Boršice. Je zde zachovaná krajina kopaničářského osídlení  s řadou významných přírodních prvků. Tvoří ji zejména udržované pastviny a ovocné sady, rozčleněné lesy a křovinami. Rozptýlená obydlí dnes slouží převážně k rekreaci. Stříbrnické paseky jsou omezeně dostupné motorovými vozidly, prochází tudy cyklotrasa č. 5154 s částečně zpevněným povrchem. V roce 1993 byl vyhlášen přírodní park Stříbrnické paseky, ten však byl v roce 2000 zrušen a území začleněno do přírodního parku Chřiby.